# I Am Number Four (filme)
I Am Number Four (bra: Eu Sou o Número Quatro; prt: Sou o Número Quatro) é um filme estadunidense de 2011, uma ficção científica dirigida por D. J. Caruso e estrelada por Alex Pettyfer, Dianna Agron, Timothy Olyphant, Teresa Palmer, Kevin Durand, e Callan McAuliffe. O filme é baseado no livro de Pittacus Lore (nome fictício), com roteiro adaptado por Al Gough, Miles Millar e Marti Noxon. Foi produzido por Steven Spielberg e Michael Bay.

## Enredo
Nove jovens alienígenas, que se parecem muito com humanos, saem de seu planeta-natal, Lorien, que está ameaçado, para se esconder na Terra. Os Mogadorianos são a espécie invasora responsável pela destruição de Lorien e decidem perseguir os sobreviventes até o planeta Terra. Cada um dos nove alienígenas tem um número e só podem ser mortos na sequência certa. Até agora, Um, Dois e Três já foram mortos. O número Quatro (Alex Pettyfer), conhecido entre os humanos como John Smith, disfarça-se de estudante colegial. Na escola, conhece Sarah Hart (Dianna Agron), uma doce garota que sonha ser fotógrafa. Após fugir durante toda a sua vida, John se apaixona por Sarah e agora tem um motivo para parar de fugir.

## Elenco
- Alex Pettyfer como John Smith/Número Quatro
- Dianna Agron como Sarah Hart
- Timothy Olyphant como Henri
- Teresa Palmer como Número Seis
- Callan McAuliffe como Sam Goode
- Jake Abel como Mark James
- Kevin Durand como Comandante dos Mogadorianos

## Recepção
O Metacritic, que usa uma média ponderada, atribuiu ao filme uma pontuação de 36 em 100, baseado em 30 críticos, indicando críticas "geralmente desfavoráveis".